# Alice Werner

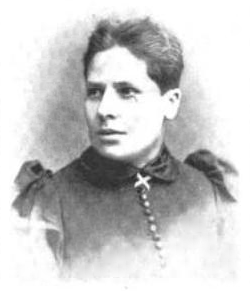
Alice Werner (1901)

Alice Werner (* 26. Juni 1859 in Triest, Kaisertum Österreich; † 9. Juni 1935) war eine britische Afrikanistin, Schriftstellerin und Dichterin. Sie war Professorin für Swahili und Bantusprachen an der School of Oriental Studies der Universität London.

## Leben
Sie war eins von sieben Kindern der Familie von Harriett und Reinhardt Joseph Werner. Der Vater war Sprachlehrer und stammte aus Mainz, war aber ab 1852 britischer Staatsbürger. Ihr jüngerer Bruder Edward Theodore Chalmers Werner wurde ein bedeutender Sinologe. Die ersten 15 Jahre ihres Lebens ist Werner mit ihrer Familie viel gereist und in Neuseeland, Mexiko, USA und in verschiedenen europäischen Städten aufgewachsen, bis sich die Familie 1874 schließlich in Tonbridge in England niederließ. Sie erhielt Privatunterricht und studierte von 1878 bis 1880 am Newnham College der Universität Cambridge, ohne jedoch einen Tripos abzuschließen. Anschließend war sie Lehrerin an einer privaten Mädchenschule in Truro (Cornwall).
Werner besuchte 1893 die schottisch-presbyterianische Mission in Blantyre im Protektorat Britisch-Zentralafrika (heute Malawi), wo sie linguistische Studien unternahm und Schulbücher vorbereitete. Im Jahr darauf war sie in Pietermaritzburg in der Kolonie Natal (heute Südafrika), wo sie Zulu und Afrikaans lernte. Diese Sprachen unterrichtete sie ab 1899 in Privatklassen in London, wo es aufgrund des Zweiten Burenkriegs verstärktes Interesse gab, und ab 1901 am King’s College London.
1911 bis 1913 reiste sie mit einem Stipendium nach Britisch-Ostafrika und traf dort den Dichter und Wissenschaftler Muhammad Kijumwa al-Bakry, von dem sie Manuskripte über Swahili-Literatur erhielt und danach begann, sich in die Geschichte und Literatur der Region einzuarbeiten. Nach der Eröffnung der School of Oriental Studies der Universität London im Jahr 1917 begann sie dort als Dozentin (Lecturer und später Reader) zu unterrichten. 1919 stellte sie ihre Doktorarbeit mit dem Titel Introductory sketch of the Bantu languages fertig – diese gab sie jedoch erst im Jahr 1929 ab, woraufhin sie von der University of London die Doktorwürde (DLitt) empfing.
1922 wurde sie Professorin für Swahili und andere Bantu-Sprachen und hatte den ersten Lehrstuhl der Britischen Inseln für dieses Fach inne. Sie entwickelte ein Sprachdiplom für Swahili (1924), ebenfalls das erste Diplom dieser Art. Nach ihrem Eintritt in den Ruhestand 1930 wurde sie als Commander of the  Order of the British Empire ausgezeichnet und erhielt die Silberne Medaille der Royal African Society.
Werners Ausgaben von Utendi wa Ayubu (Das Leben des Hiob), veröffentlicht in der Dar es Salaam Zeitung, wurden die ersten Swahili-Epen, die ein breites Publikum in Europa und der ostafrikanischen Küste erlangten. Ihr bekanntestes Werk ist Myths and Legends of the Bantu (1933).

## Werke
- A Time and Times (poems) (1886)
- O’Driscoll’s Weird (1892)
- The Humour of Italy (1892)
- The Humour of Holland (1893)
- The Captain of the Locusts (1899)
- Chapinga’s While Man (1901)
- Native Races of British Central Africa (1906)
- „Einleitung“ zu Jamaican Song and Story: Annancy Stories, Digging Sings, Ring Tunes, and Dancing Tunes. Ed. Walter Jekyll (1906)
- The Language Families of Africa (1915)
- A Swahili History of Pate (1915)
- Introductory Sketch of the Bantu Languages (1919)
- The Swahili Saga of Liongo Fumo (1926)
- A First Swahili Book (1927; written with M. H. Werner)
- Swahili Tales (1929)
- Structure and Relationship of African Languages (1930)
- The Story of Miqdad and Mayasa (1932)
- Myths and Legends of the Bantu (1933)